# Мірча Давид
Мірча Давид (рум. Mircea David, 16 жовтня 1914, Сіная — 12 жовтня 1993, Ясси) — румунський футболіст, що грав на позиції воротаря, зокрема, за клуби «Орадя» та «Венус» (Бухарест), а також національну збірну Румунії. По завершенні ігрової кар'єри — тренер.
Дворазовий чемпіон Румунії. 

## Клубна кар'єра
У футболі дебютував 1929 року виступами за команду «Орадя», в якій провів дев'ять сезонів. 
Своєю грою за цю команду привернув увагу представників тренерського штабу клубу «Венус» (Бухарест), до складу якого приєднався 1938 року. Відіграв за бухарестську команду наступні дев'ять сезонів своєї ігрової кар'єри. За цей час двічі виборював титул чемпіона Румунії.
Завершив професійну ігрову кар'єру у клубі «Прогресул», за команду якого виступав протягом 1950—1951 років.

## Виступи за збірну
1936 року дебютував в офіційних матчах у складі національної збірної Румунії. Протягом кар'єри у національній команді провів у її формі 12 матчів.
Був присутній в заявці збірної на чемпіонаті світу 1938 року у Франції, але на поле не виходив.

## Кар'єра тренера
Розпочав тренерську кар'єру невдовзі по завершенні кар'єри гравця, 1952 року, очоливши тренерський штаб клубу «Політехніка» (Тімішоара). Досвід тренерської роботи обмежився цим клубом.
Помер 12 жовтня 1993 року на 79-му році життя у місті Ясси.

## Титули і досягнення
- Чемпіон Румунії (2):

«Венус» (Бухарест): 1938-1939, 1939-1940